# Norman Golb
Norman Golb, né le 15 janvier 1928 à Chicago dans l'Illinois, et mort dans la même ville le 29 décembre 2020, est un professeur d'histoire de civilisation juive à l'Institut oriental de l'Université de Chicago.

## Biographie

### Origine
Norman Golb est né en 1928 à Chicago de parents originaires de Russie et d'Ukraine, émigrés aux États-Unis. Sa langue est l'anglais. Il étudie à l'école publique de Chicago et le soir, au collège hébraïque.

### Universitaire
Norman Golb a obtenu un doctorat à l'Université Johns-Hopkins en 1954. Il détient une chaire d'histoire à l'Institut oriental de l'Université de Chicago, spécialisée dans les études hébraïques et judéo-arabes.

### Manuscrits de Qumrân
Golb est le principal défenseur de la thèse selon laquelle les Manuscrits de Qumrân ne sont pas le produit de la secte des Esséniens mais plutôt celui de diverses communautés et sectes de l'ancien Israël.

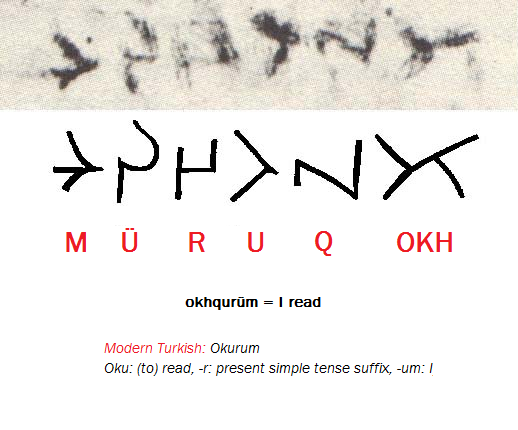
Lettre de Kiev datant de 920 ap. J.-C., découverte en 1962 par N. Golb

### Lettre de Kiev
Golb a aussi découvert en 1962 la Lettre de Kiev, le plus ancien document juif de Kiev, et, en 1965, que l'auteur du plus ancien manuscrit de musique hébraïque était Ovadia le Prosélyte. Par ces biais, il devient un spécialiste du royaume juif Khazar de l'ancienne Russie.

### Maisons sublime et Bonnevie
Il s'est penché sur la découverte de 1976 d'un monument juif datant de 1100, sous le Palais de Justice de Rouen : la « Maison sublime »,. Il a ainsi mis en évidence le rôle décisif que les Juifs de Rouen ont joué en Occident au Moyen Âge.
En 1982, est découvert dans cette même rue l'hôtel de Bonnevie et c’est Norman Golb qui identifie le bâtiment qui appartenait à un puissant Juif normand du XIIe siècle, à la fin du règne des Plantagenêt.

## Ouvrages

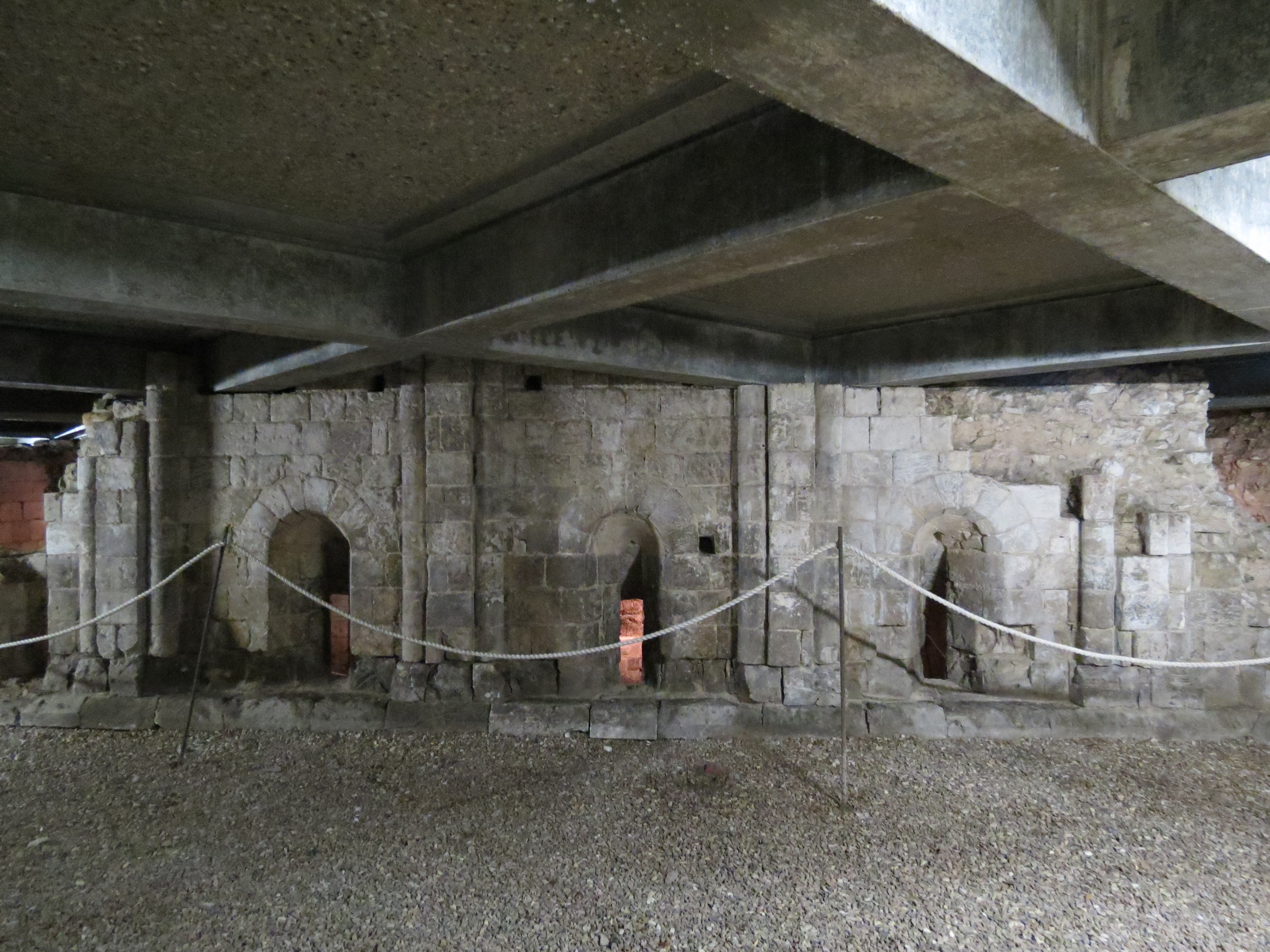
« Maison sublime », mur Nord, 1100

- Norman Golb, Les Juifs de Rouen au Moyen Age : portrait d'une culture oubliée, Rouen, Presses universitaires de Rouen et du Havre, 1985 (ISBN 2-902618-63-8, lire en ligne)
- Qui a écrit les manuscrits de la Mer morte ?  Enquête sur les rouleaux du désert de Juda et sur leur interprétation contemporaine, traduction par Sonia Kronlund et Lorraine Champromis, 482 p., Plon, 1998  (ISBN 978-2259183888)
- The Jews in Medieval Normandy, A Social and Intellectual History, Cambridge University Press, 1998
- Exposition permanente sur l'histoire et la culture des Juifs de Normandie au Moyen Âge, Oriental Institute - University of Chicago, 1987 (lire en ligne)

## Voir
- La Maison sublime
- Les manuscrits de la Mer morte